# Подонино
Подонино — село в Топкинском районе Кемеровской области, входит в состав Зарубинского сельского поселения.
Село расположено в 45 км на северо-запад от областного центра города Кемерово.

## История
Основано в XVIII крестьянами-переселенцами из Европейской России Подониными, по фамилии к-рых и назв.
До переезда в Сибирь крестьяне жили в басс. р. Дона или по Дону.
Отсюда и их фамилия — Подонины.
До 1917 г. д. входила в состав Алексеевской волости Кузнецкого уезда Томской губернии. Официально наз. Подонина.

## Демография
1859г — 273 жит. 80 хозяйств
1911г — 569 жит. 109 хозяйств (Школа грамоты, Церковь)
1968г — 332 жит. 105 хозяйств (Нач.школа, Клуб)
2010г — 10 жит. 9 хозяйств (детский оздоровительный лагерь «Юный железнодорожник»)
2013г — 4 жит. (детский оздоровительный лагерь "Юный железнодорожник")

## Транспорт
Общественный транспорт г. Кемерово представлен автобусным маршрутом:
- №109: д/п Центральный — д. Подонино